# Conta
Conta es un género de peces actinopeterigios de agua dulce, distribuidos por ríos y lagos de Asia.

## Especies
Existen solamente dos especies reconocidas en este género:
- Conta conta (Hamilton, 1822)
- Conta pectinata Ng, 2005